# Andrea Sironi
Pour les articles homonymes, voir Sironi.
 (décembre 2023).
La mise en forme du texte ne suit pas les recommandations de Wikipédia : il faut le « wikifier ».
Les points d'amélioration suivants sont les cas les plus fréquents. Le détail des points à revoir est peut-être précisé sur la page de discussion.
- Les titres sont pré-formatés par le logiciel. Ils ne sont ni en capitales, ni en gras.
- Le texte ne doit pas être écrit en capitales (les noms de famille non plus), ni en gras, ni en italique, ni en « petit »…
- Le gras n'est utilisé que pour surligner le titre de l'article dans l'introduction, une seule fois.
- L'italique est rarement utilisé : mots en langue étrangère, titres d'œuvres, noms de bateaux, etc.
- Les citations ne sont pas en italique mais en corps de texte normal. Elles sont entourées par des guillemets français : « et ».
- Les listes à puces sont à éviter, des paragraphes rédigés étant largement préférés. Les tableaux sont à réserver à la présentation de données structurées (résultats, etc.).
- Les appels de note de bas de page (petits chiffres en exposant, introduits par l'outil «  Source ») sont à placer entre la fin de phrase et le point final[comme ça].
- Les liens internes (vers d'autres articles de Wikipédia) sont à choisir avec parcimonie. Créez des liens vers des articles approfondissant le sujet. Les termes génériques sans rapport avec le sujet sont à éviter, ainsi que les répétitions de liens vers un même terme.
- Les liens externes sont à placer uniquement dans une section « Liens externes », à la fin de l'article. Ces liens sont à choisir avec parcimonie suivant les règles définies. Si un lien sert de source à l'article, son insertion dans le texte est à faire par les notes de bas de page.
- La présentation des références doit suivre les conventions bibliographiques. Il est recommandé d'utiliser les modèles {{Ouvrage}}, {{Chapitre}}, {{Article}}, {{Lien web}} et/ou {{Bibliographie}}. Le mode d'édition visuel peut mettre en forme automatiquement les références.
- Insérer une infobox (cadre d'informations à droite) n'est pas obligatoire pour parachever la mise en page.

Pour une aide détaillée, merci de consulter Aide:Wikification.
Si vous pensez que ces points ont été résolus, vous pouvez retirer ce bandeau et améliorer la mise en forme d'un autre article.
Andrea Sironi (né le 13 mai 1964) est un universitaire italien. Il est professeur de banque et de finance à l'université Bocconi, dont il a été le recteur de 2012 à 2016, et dont il est le président depuis 2022. Il est également président d'Assicurazioni Generali et de la Fondazione AIRC per la Ricerca sul Cancro.

## Jeunesse
Andrea Sironi est né le 13 mai 1964 à Milan, en Italie,. Il est diplômé en économie de l’université Bocconi. Après avoir obtenu son diplôme, il s'est installé à Londres où il a travaillé comme analyste financier à la Chase Manhattan Bank, aujourd'hui JPMorgan Chase.

## Carrière
En 1990, il retourne en Italie et commence à enseigner à Bocconi, où il est actuellement professeur titulaire de banque et finance. En 1993, il a été chercheur invité au département des finances de la Stern School of Business de l'université de New York pendant un semestre.
En 2000, il a été chercheur invité à la Réserve fédérale à Washington en 2000. La même année, il est nommé directeur de la division de recherche Claudio-Dematté de SDA Bocconi, fonction qu'il a occupée jusqu'en 2006. En 2004, il a été doyen de la Graduate School pendant un an.
De 2005 à novembre 2008, Sironi a occupé le poste de doyen pour l'internationalisation de l'Université Bocconi, où il a également été recteur de 2012 à 2016, date à laquelle Gianmario Verona lui a succédé. Durant cette période, il a encouragé l’université à publier ses travaux de recherches en anglais plutôt qu'en italien, et a favorisé la mobilité sociale en supprimant les frais de scolarité pour les étudiants défavorisés . Sironi a également été président de la Global Alliance in Management Education de 2014 à 2016,.
En 2017, il a été nommé membre du groupe d'experts chargé d'évaluer la valeur des parts de capital de la Banque d'Italie. En 2018, il a été professeur invité au département d'économie de Sciences Po à Paris. En tant qu'universitaire, Sironi mène des recherches sur la gestion des risques financiers, la réglementation et la supervision internationale des institutions financières. Depuis le 1er novembre 2022, il est président de l'Université Bocconi.

## Autres activités
Andrea Sironi a été membre du conseil d'administration d'Intesa San Paolo (2020-2022), UniCredit (2018- 2019), Cassa Depositi e Prestiti (2016-2018), Banco Popolare (2008-2013), SAES Getters (2006-2015) et autres institutions financières nationales et internationales.
De 2013 à 2016, il a été membre du comité stratégique du Fondo Strategico Italiano. Le 29 octobre 2015, il a été nommé président de la Bourse italienne (Borsa Italiana), fonction qu'il exercera de 2016 à 2022,.
Le 1er octobre 2016, il rejoint le conseil d'administration du London Stock Exchange Group, démissionnant le 20 novembre 2020,, à la suite de la vente de Borsa Italiana Spa par le London Stock Exchange Group. Depuis 2015, il est membre du Conseil consultatif international de l'École d'économie de Stockholm.
De 2017 à 2022, il a été membre du conseil d'administration de l'EASL International Liver Foundation à Genève. Il a également été membre du conseil consultatif de la Nova School of Business and Economics de Lisbonne.
Depuis mai 2021, il est président de la Fondazione AIRC per la Ricerca sul Cancro. Il est membre du conseil d'administration de l'ISPI (depuis 2016) et du conseil consultatif de Cometa,. Depuis le 2 mai 2022, Andrea Sironi est président d'Assicurazioni Generali.
Depuis avril 2023, il est membre du conseil d'administration de la Fondation Agnelli.

## Vie privée
Sironi est passionné de voile  (il a traversé deux fois l'océan Atlantique)  et de natation (en 2018, il a remporté deux médailles de bronze aux Jeux mondiaux des greffés),. Il est marié et père de trois enfants.

## Travaux

### Papiers
- « Reforming the Italian Financial System: Recent Evolution and Future Prospects », Occasional Paper, New York University Salomon Center,‎ 1994
- Sironi, « An Analysis of European Banks Snd Issues and its Implications for the Design of a Mandatory Subordinated Debt Policy », Social Science Research Network, no ID 249285,‎ 1er mars 2001 (DOI 10.2139/ssrn.249285, S2CID 154427810, lire en ligne)
- Sironi, « Strengthening banks' market discipline and leveling the playing field: Are the two compatible? », Journal of Banking & Finance, vol. 26, no 5,‎ 1er mai 2002, p. 1065–1091 (DOI 10.1016/S0378-4266(02)00212-1, lire en ligne)
- Sironi et Zazzara, « The Basel Committee proposals for a new capital accord: implications for Italian banks », Review of Financial Economics, vol. 12, no 1,‎ 1er janvier 2003, p. 99–126 (DOI 10.1016/S1058-3300(03)00009-0, lire en ligne)
- Sironi, « Testing for Market Discipline in the European Banking Industry: Evidence from Subordinated Debt Issues », Social Science Research Network, no ID 249284,‎ 11 janvier 2001 (DOI 10.2139/ssrn.249284, S2CID 18981400, lire en ligne)
- Sironi et Zazzara, « Applying credit risk models to deposit insurance pricing: Empirical evidence from the Italian banking system », Journal of International Banking Regulations, vol. 6, no 1,‎ 1er octobre 2004, p. 10–32 (DOI 10.1057/palgrave.jbr.2340179, S2CID 154454553, lire en ligne)
- Altman, Resti et Sironi, « Default Recovery Rates in Credit Risk Modelling: A Review of the Literature and Empirical Evidence », Economic Notes, vol. 33, no 2,‎ 1er juillet 2004, p. 183–208 (DOI 10.1111/j.0391-5026.2004.00129.x, S2CID 8312724, lire en ligne)
- Gabbi et Sironi, « Which factors affect corporate bonds pricing? Empirical evidence from eurobonds primary market spreads », The European Journal of Finance, vol. 11, no 1,‎ 1er février 2005, p. 59–74 (DOI 10.1080/1351847032000143422, S2CID 153360699, lire en ligne)
- Edward Altman (en), Andrea Resti et Andrea Sironi, « Default and Recovery Rates in Credit Risk Modelling: A Review of the Literature and Empirical Evidence », Journal of Finance Literature,‎ 2005
- Edward Altman, Brooks Brady, Andrea Resti et Andrea Sironi, « The Link between Default and Recovery Rates: Theory, Empirical Evidence, and Implications », The Journal of Business, vol. 78, no 6,‎ 2005, p. 2203–2228 (DOI 10.1086/497044, JSTOR 10.1086/497044, S2CID 1018631, lire en ligne)
- Resti et Sironi, « The risk-weights in the New Basel Capital Accord: Lessons from bond spreads based on a simple structural model », Journal of Financial Intermediation, vol. 16, no 1,‎ 1er janvier 2007, p. 64–90 (DOI 10.1016/j.jfi.2006.04.002, lire en ligne)
- Iannotta, Nocera et Sironi, « Ownership structure, risk and performance in the European banking industry », Journal of Banking & Finance, vol. 31, no 7,‎ 1er juillet 2007, p. 2127–2149 (DOI 10.1016/j.jbankfin.2006.07.013, S2CID 3657103, lire en ligne)
- Resti et Sironi, « What's Different about Loans? An Analysis of the Risk Structure of Credit Spreads », Social Science Research Network, no ID 1265085,‎ 7 janvier 2007 (DOI 10.2139/ssrn.1265085, S2CID 33981525, lire en ligne)
- Iannotta, Nocera et Sironi, « The impact of government ownership on bank risk », Journal of Financial Intermediation, vol. 22, no 2,‎ 1er avril 2013, p. 152–176 (DOI 10.1016/j.jfi.2012.11.002, S2CID 154961894, lire en ligne)
- Sironi, « The Evolution of Banking Regulation Since the Financial Crisis: A Critical Assessment », Social Science Research Network, no ID 3304672,‎ 1er novembre 2018 (DOI 10.2139/ssrn.3304672, S2CID 199331188, lire en ligne)

## Livres
- avec Vincenzo Capizzi, Antonio Salvi, The cost of capital and international competitiveness of italian companies, EGEA, 2003
- avec Edward Altman, Andrea Resti, Recovery Risk: the next challenge in creditrisk management, Risk Books, Londres, 2005
- avec Andrea Resti, Risk management and shareholders' value in banking: from risk measurement models to capital allocation policies, Wiley and Sons, Londres, 2007,  (ISBN 978-04-700-2978-7)